# Казанцев, Флорентий Пименович
Флорентий Пименович Казанцев (1877—1940) — российский и советский железнодорожный инженер, изобретатель железнодорожных автоматических тормозов. Работал на московском заводе Вестингауза (совр. ОАО «МТЗ „Трансмаш“»). Предложил несколько систем автоматических воздушных тормозов, в том числе: в 1909 году двухпроводный воздушный тормоз для пассажирских поездов; с воздухораспределителем однопроводного жёсткого тормоза (1925), полужёсткий тормоз (1927). Награждён орденом Трудового Красного Знамени (награждение № 81, от 27.XI.1923).

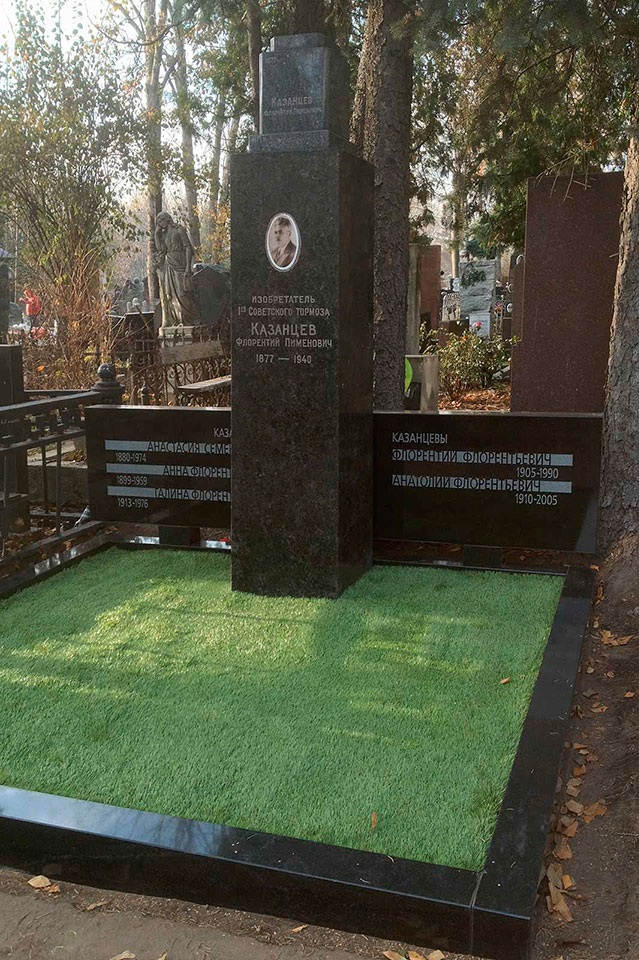
2016. Мемориал на месте захоронения Ф. П. Казанцева. Реконструкция 2014 года. Москва, Новодевичье кладбище, участок № 1, линия № 18, захоронение № 10.

— … Страна ещё очень, очень бедна… Бедна, но не талантами… Мне говорили, что автоматические тормоза Казанцева намного превосходят хваленые тормоза фирмы «Вестингауз».
 И после этих с гордостью произнесенных слов Дзержинский неожиданно высказал пришедшую ему в голову мысль:
 — Если ходовые испытания пройдут успешно, я представлю Казанцева к ордену. Пусть он будет первым изобретателем-железнодорожником, удостоенным высшей награды Республики…

Скончался в Москве после тяжёлой болезни. Похоронен на Новодевичьем кладбище (участок № 1, линия № 18, захоронение № 10)
Потомки Казанцева дали стране династию инженеров-изобретателей. Среди потомков Казанцева есть инженеры, врачи, дипломаты и художники.